# Sengio Alto
Sengio Alto je horská skupina tzv. Malých Dolomit nalezající se v Vicentinských Alpách. Horská skupina má orientaci od severu k jihu a leží mezi průsmyky Passo Pian delle Fugazze a Passo di Campogrosso.

## Popis
Horská skupina Sengio Alto vypadá jako krátký horský řetěz dolomitického charakteru, jehož východní strana je obzvláště skalnatá a strmá, zatímco západní strana klesá mírněji k lesům a loukám pod ním.
Od jihu k severu můžeme rozeznat následující vrcholy:
- La Sisilla (1621 m n. m.), velmi charakteristický svou svislou stěnou a převislým vrcholem Madonnina.
- Cima delle Ofre (1780 m)
- Baffelan (1793 m), charakteristický svým čtvercovým tvarem a svislou stěnou o výšce asi 300 m.
- I Tre Apostoli, tři malé vrcholky sevřené mezi Baffelanem a Cornettem, o něco nižší než jejich větší bratři
- Cornetto (1899 m), nejširší a nejčlenitější vrchol a zároveň nejvyšší.

Hřebenem prochází od severu k jihu malebná vojenská stezka z první světové války, vyhloubená v holé skále a poskytující charakteristické výhledy na kolmé stěny; stezka začíná v Passo delle Gane (mezi Cima delle Ofre a Baffelanem) a vede až k úpatí vrcholu Cornetto.
Přístupové cesty jsou poměrně rychlé a umožňují dosáhnout stezky v průměru za hodinu: dva výstupy ze dvou stran, do Passo delle Gane, jsou přístupné turistům s určitými zkušenostmi, a výstup ze Sella di Nord-Ovest (Severozápadní sedlo) přes Vaio Stretto je vyhrazen horolezcům.
V pohoří se nachází horská chata Rifugio Toni Giuriolo v Campogrosso.

## Pěší turistika
Celým řetězcem prochází stezka Sentiero di Arroccamento, která spojuje Campogrosso s Baffelànem, s vrcholem Cornetto, s Malga Bovetal a s Pian delle Fugazze přes rozcestí Passo degli Onari.
Stezka, která z Ossario del Pasubio stoupá do Passo degli Onari přes Sella dell'Emmele, se nazývá Sentiero dell'Emmele 175; z ní odbočuje na jih stezka Loffa 175A.
Stezka, která vede z Malga Bovetal na Passo degli Onari, prochází několika tunely z první světové války s krátkým zajištěným úsekem.
Stezka, která stoupá po hřebeni z Campogrosso, se jmenuje 149 a má dvě možnosti: první je vlastní 149, která strmě stoupá po západním svahu Cima delle Ofre a prochází poblíž Due Sorelle; nebo odbočky 170 a 177, které stoupají z východního svahu mnohem pohodlněji a napojují se na 149 v Passo di Gane nad Baffelànem. Pokračování stezky po hřebeni zahrnuje přechod několika tunelů a krátkých zajištěných úseků.
Výstup na vrchol Cornetto vede přes vertikální úsek zajištěný řetězem a poté pohodlnou cestou přímo z průsmyku Cornetto.

## Horolezectví
Přestože se jedná o horkou skupinu s poměrně malou nadmořskou výškou, je řetězec Sengio Alto místně významný a navštěvovaný především pro horolezectví, a to díky krátkým přístupům po Strada del Re a Sentiero di Arroccamento. Na věžích Sengio Alto zanechaly svou stopu generace vicentinských horolezců, mezi nimiž vynikají zejména Gino Soldà a Raffaele Carlesso, ale teprve v nedávné době byl řetěz skutečně důkladně prozkoumán díky otevření moderních horolezeckých a sportovních tras, a to i vysoké obtížnosti, díky pevné skále, zejména na severním svahu.
Dva hlavní póly přitažlivosti pro horolezectví jsou Baffelan a Cornetto, na jejichž stěnách a příčkách se soustřeďuje většina cest.

## Galerie

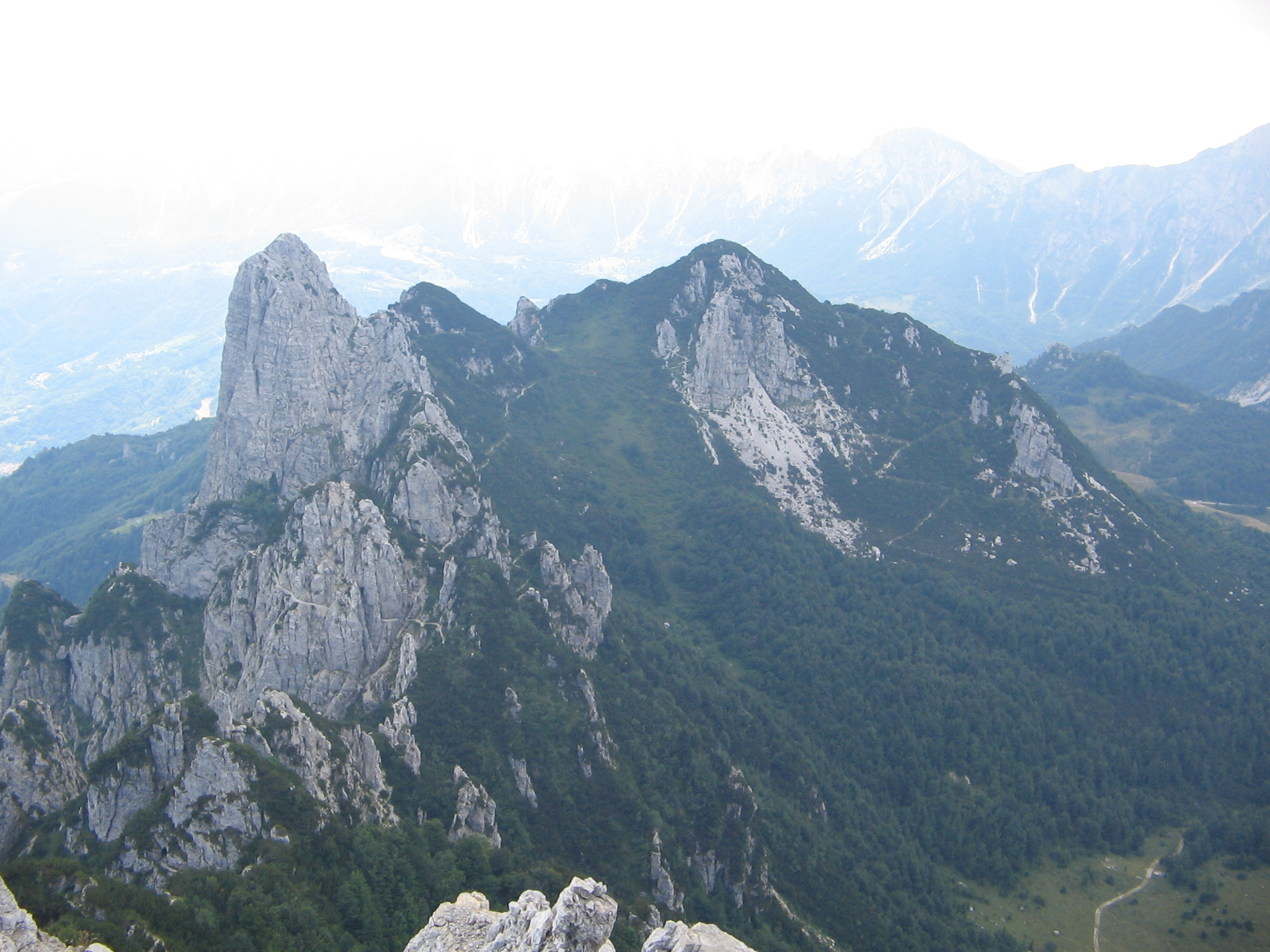
Baffelan a Cima delle Ofre od Passo di Campogrosso
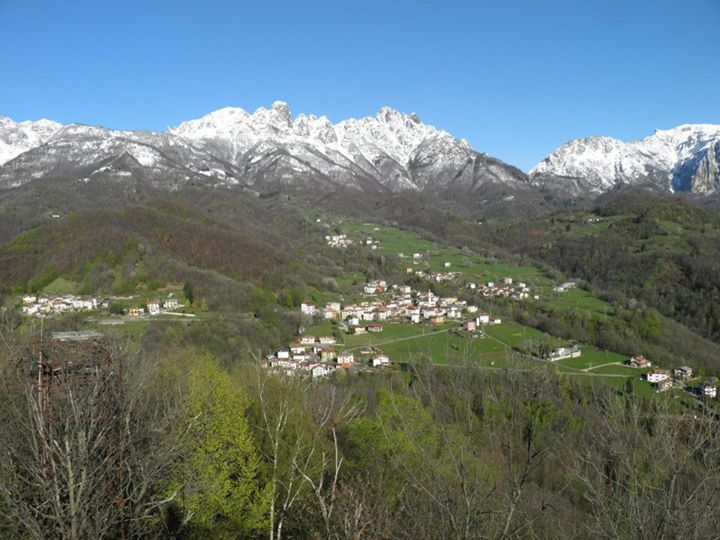
panorama Sengio Alto
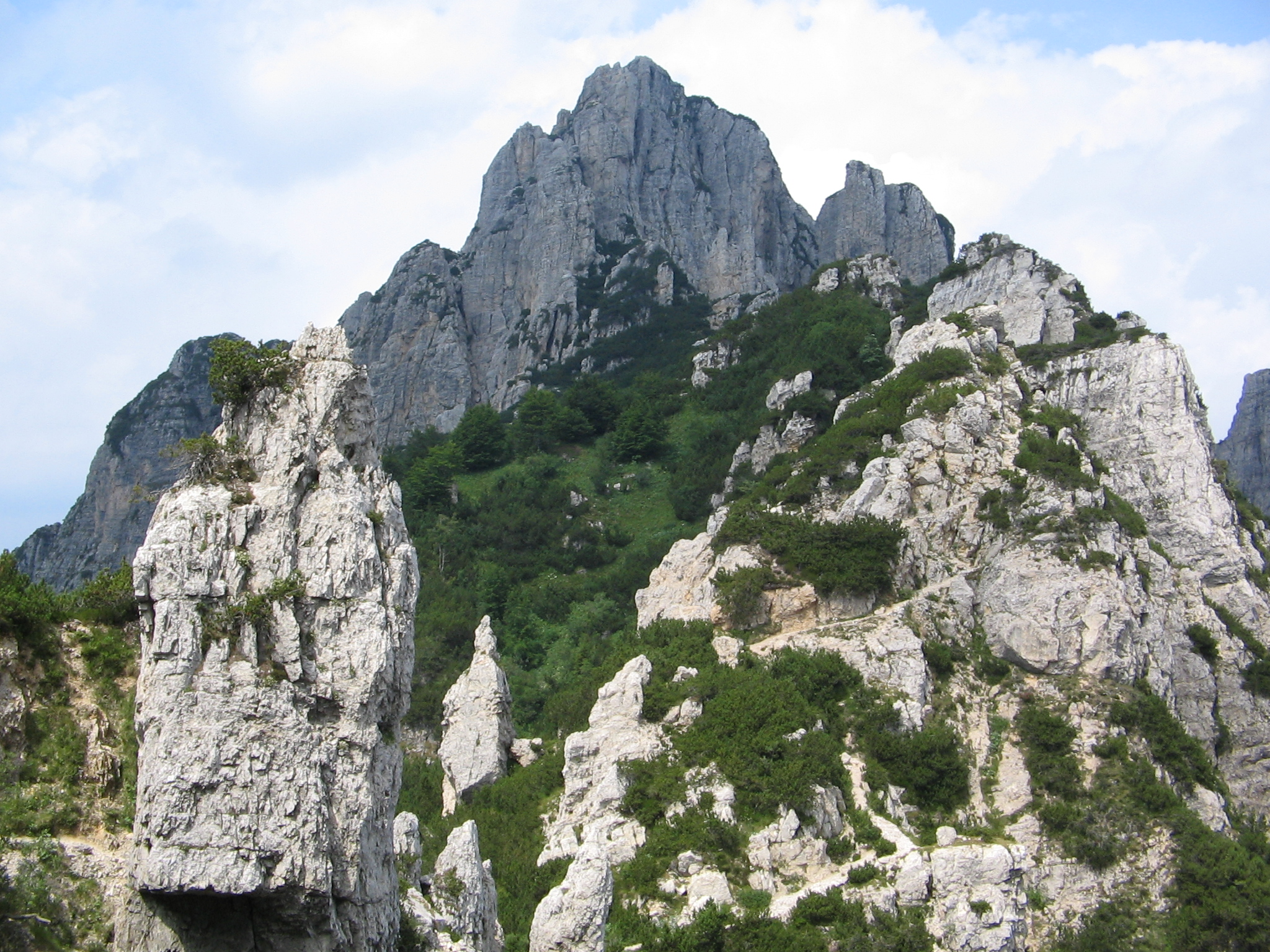
Cornetto - pohled z Sentiero di Arroccamento
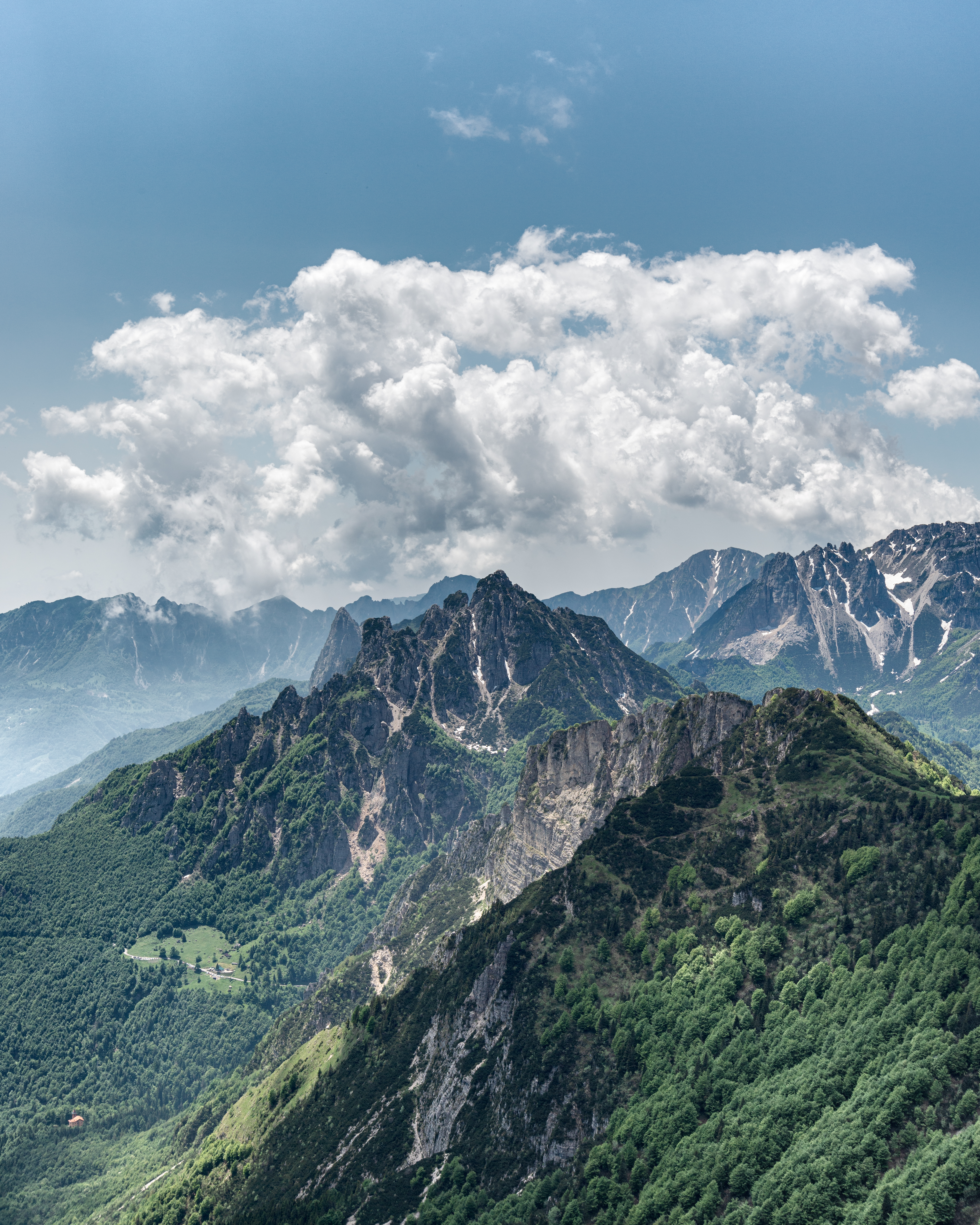
Monte Cornetto - Rifugio Achille Papa, Valli del Pasubio
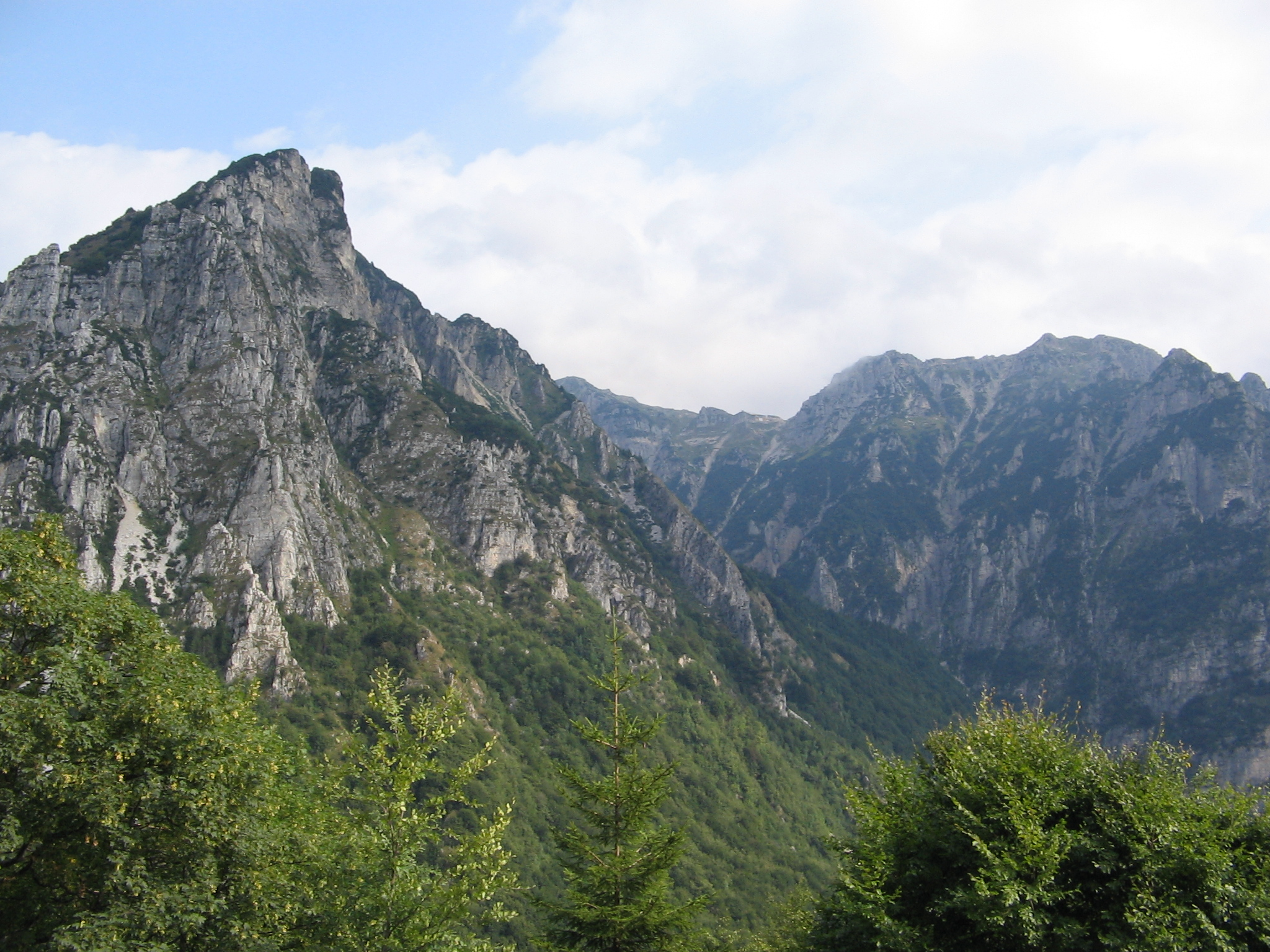
Cornetto
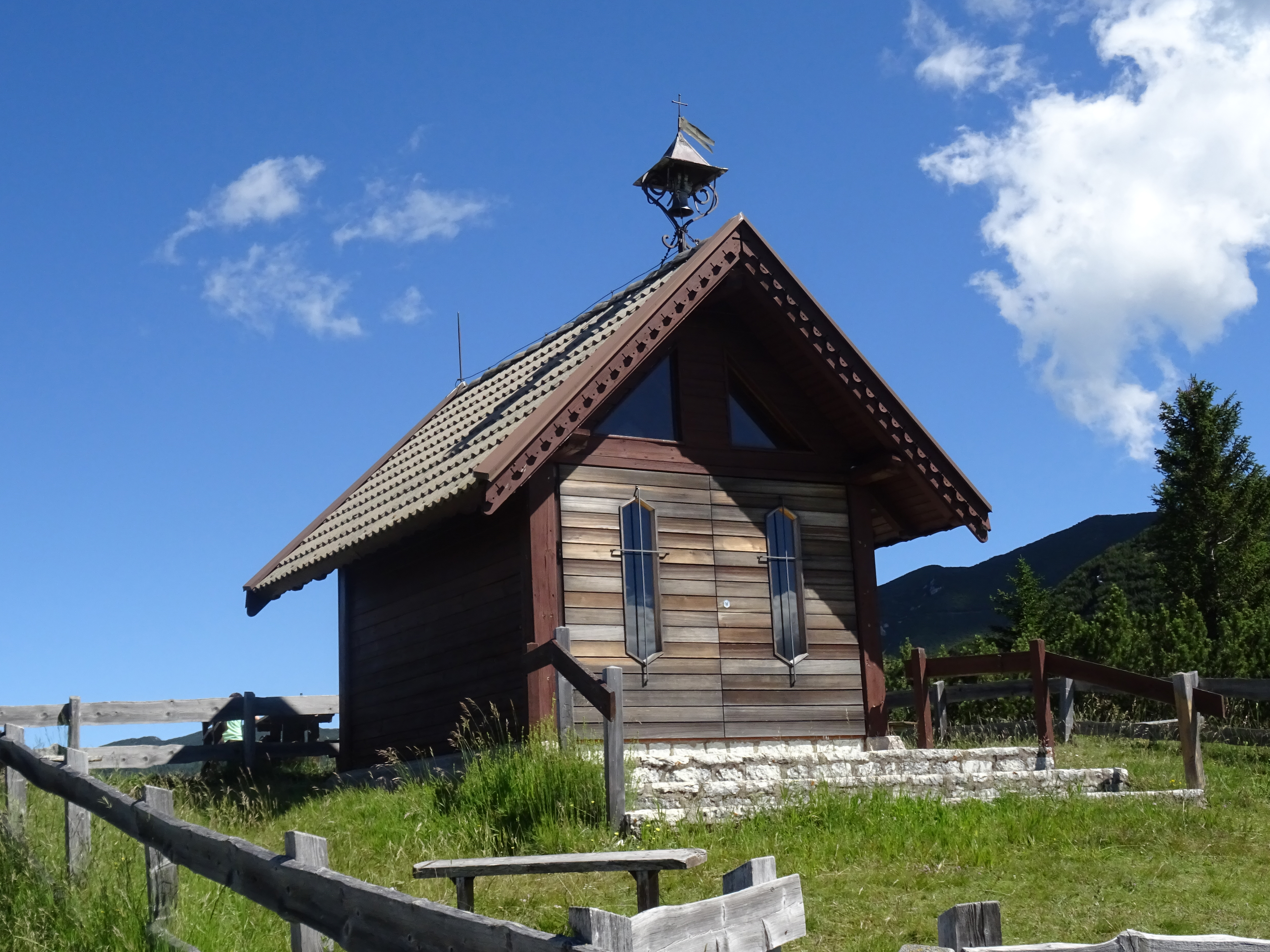
kaple sv. Vigilia na úbočí Cornetta